# Bear Island, Antarktis
Bear Island (norska: Bjørnøya) är en ö i Antarktis. Den ligger i havet utanför Västantarktis. Argentina, Chile och Storbritannien gör anspråk på området.